# Gripe de perro
La gripe canina (gripe de perro) es influenza ocurriendo en animales caninos. La influenza canina está causada por variedades de influenzavirus A, como la influenza equina H3N8, el cual en 2004 se descubrió de que causa enfermedad en perros.  Debido a la carencia de exposición anterior a este virus, los perros no tienen inmunidad natural a él.  Por tanto, la enfermedad es rápidamente transmitida entre perros individuales. La influenza canina puede ser rara
 en algunas poblaciones de perro regionales de los Estados Unidos.  Es una enfermedad  con un alta morbilidad (incidencia de síntomas) pero una baja incidencia de muerte.
Una forma más nueva estuvo identificada en Asia durante los 2000s y desde entonces causó estallidos en los EE. UU. también. Es una mutación  de H3N2 que se adaptó de sus orígenes de gripe aviaria. Las vacunas han sido desarrolladas para ambas enfermedades.

## Historia
La altamente contagiosa influenza equina subtipo de virus H3N8 estuvo encontrado. La causa de perro de carrera del Galgo de una enfermedad respiratoria en una racetrack de Florida en enero de 2004. La exposición y la transferencia aparentemente ocurrida en pistas de Turf, donde en carreras de galgos también ocurrió.  Esto era la primera evidencia  de una influenza. Un virus que causa enfermedad en perros.  Aun así, el suero recogido de los Galgos entre 1984 y 2004 y probados para virus de influenza canino (CIV) en 2007 tuvo las pruebas positivas de que ser iguales como en 1999. CIV posiblemente causó algunos de los estallidos de enfermedad respiratorios en pistas entre 1999 y 2003.
H3N8 también fue responsable de un importante brote de gripe canina en el estado de Nueva York en todas las razas de perros. De enero a mayo de 2005, los brotes ocurrieron en 20 hipódromos en 10 estados (Arizona, Arkansas, Colorado, Florida, Iowa, Kansas, Massachusetts, Rhode Island, Texas y Virginia Occidental).  Hasta agosto de 2006, la gripe canina se había confirmado en 22 estados de EE. UU., Incluidos los perros mascotas en Wyoming, California, Connecticut, Delaware y Hawái. Tres áreas en los Estados Unidos ahora pueden considerarse endémicas para el CIV debido a oleadas continuas de casos: Nueva York, el sur de Florida y el norte de Colorado / sur de Wyoming.  Ninguna evidencia muestra que el virus se puede transferir a personas, gatos u otras especies.
Desde agosto de 2006, se ha confirmado la presencia de la gripe canina en 22 estados de EE. UU., Incluidos perros domésticos en Wyoming, California, Connecticut, Delaware y Hawái. Tres áreas en los Estados Unidos ahora se pueden considerar endémicas para CIV debido a continuas oleadas de casos: Nueva York, sur de Florida y norte de Colorado. Ninguna evidencia muestra que el virus pueda ser transferido a personas, gatos u otras especies.
También se ha demostrado que la H5N1 (gripe aviar) causa la muerte de un perro en Tailandia, luego de la ingestión de un pato infectado.
El virus H3N2 hizo su primera aparición en Canadá a comienzos de 2018, después de la importación de dos caninos infectados desconocidos de Corea del Sur. Después de esta incidencia, se hicieron públicos los informes sobre la posible propagación del virus, y otros dos caninos que informaron síntomas alarmantes. Para el 5 de marzo, se informó que se diseminaron 25 casos de infección, aunque se cree que el número está cerca de aproximadamente 100.
Los virus de la influenza A son virus de ARN monocatenarios envueltos y de sentido negativo. El análisis del genoma ha demostrado que H3N8 se transfirió de los caballos a los perros y luego se adaptó a los perros a través de mutaciones puntuales en los genes. El período de incubación es de dos a cinco días, y la diseminación viral puede ocurrir de siete a diez días después de la aparición de los síntomas. No induce un estado de portador persistente.

## Síntomas
Alrededor del 80% de los perros infectados con H3N8 muestran síntomas, generalmente leves (el otro 20% tiene infecciones subclínicas), y la tasa de mortalidad de los galgos en brotes tempranos fue del 5 al 8%, aunque la tasa de mortalidad general en la población general de mascotas en cautiverio es probablemente menos del 1%. Los síntomas de la forma leve incluyen una tos que dura de 10 a 30 días y posiblemente una secreción nasal verdosa. Los perros con la forma más grave pueden tener fiebre alta y neumonía. La neumonía en estos perros no es causada por el virus de la influenza, sino por infecciones bacterianas secundarias. La tasa de mortalidad de los perros que desarrollan neumonía secundaria a la gripe canina puede alcanzar el 50% si no reciben el tratamiento adecuado. Las necropsias en perros que mueren a causa de la enfermedad han revelado neumonía hemorrágica severa y evidencia de vasculitis.

## Diagnosis
La presencia de una infección del tracto respiratorio superior en un perro que ha sido vacunado para las otras causas principales de tos de las perreras aumenta la sospecha de infección con la influenza canina, especialmente en las áreas donde la enfermedad ha sido documentada. Una muestra de suero de un perro sospechoso de tener gripe canina se puede enviar a un laboratorio que realiza pruebas de PCR para este virus.

## Vacuna
En junio de 2009, el Servicio de Inspección de Salud Animal y Vegetal (APHIS) del Departamento de Agricultura de los Estados Unidos (USDA) aprobó la primera vacuna contra la influenza canina. Esta vacuna se debe administrar dos veces al principio con un descanso de dos semanas, y luego cada año a partir de entonces.

## Versión H3N2
Una segunda forma de influenza canina se identificó por primera vez durante 2006 en Corea del Sur y el sur de China. El virus es una variante de H3N2 que se adaptó de sus orígenes de influenza aviar. Un brote en los EE. UU. Se informó por primera vez en el área de Chicago durante 2015. Se notificaron brotes en varios estados de EE. UU. durante la primavera y en el verano de 2015 y se habían notificado en 25 estados.
A partir de abril de 2015, no se había resuelto la cuestión de si la vacunación contra la cepa anterior ofrecía protección. El Departamento de Agricultura de los EE. UU. otorgó la aprobación condicional para una vacuna canina de protección H3N2 en diciembre de 2015.
En marzo de 2016, los investigadores informaron que esta cepa había infectado a los gatos y sugirieron que podría transmitirse entre ellos.

## No hay riesgo humano
El virus H3N2 como un virus independiente se considera inofensivo para los humanos. De acuerdo con la Unidad de Salud del Condado de Windsor - Essex, solo cuando la cepa del virus H3N2 se combina con una cepa humana de la gripe, "esas cepas podrían combinarse para crear un nuevo virus". La posibilidad de que esto exista es poco probable, sin embargo, si un perro infectado contrae una gripe humana, existe una pequeña posibilidad.